# 아주 특별한 인터뷰
아주 특별한 인터뷰는 CBS 표준FM에서 월~토요일 오후 4시 5분부터 오후 5시까지 방송했던 라디오 인터뷰 프로그램이다.
2006년 3월 8일에 첫방송되어 2008년 5월 10일 자로 2년만에 폐지되었다.

## 방송 시간
| 방송 채널  | 방송 기간                        | 방송 시간                       |
| ---------- | -------------------------------- | ------------------------------- |
| CBS 표준FM | 2006년 3월 8일 ~ 2008년 5월 10일 | 월~토요일 오후 4:05 ~ 오후 5:00 |

## 역대 진행자
- 2006년 3월 8일 ~ 2006년 12월 30일 : 공지영
- 2007년 1월 1일 ~ 2007년 9월 1일 : 손숙
- 2007년 9월 3일 ~ 2008년 5월 10일 : 배한성